# Мазурок Віктор Сергійович
Ві́ктор Сергі́йович Мазурок — український військовослужбовець, капітан Збройних сил України, учасник російсько-української війни. Лицар ордена Богдана Хмельницького III ступеня (2022, посмертно).

## Нагороди
- орден Богдана Хмельницького III ступеня (6 квітня 2022, посмертно) — за особисту мужність і самовіддані дії, виявлені у захисті державного суверенітету та територіальної цілісності України, вірність військовій присязі[1].